# Rue de la Chasse Royale (Auderghem)
Pour les articles homonymes, voir Rue de la Chasse Royale.
La rue de la Chasse Royale (en néerlandais: Koninklijke Jachtstraat) est une rue bruxelloise de la commune d'Auderghem qui relie la chaussée de Wavre au boulevard du Triomphe sur une longueur de 150 mètres. La numérotation des habitations va de 1 à 43 pour le côté impair et de 2 à 40 pour le côté pair.

## Historique et description
Cette rue a été tracée au début du XXe siècle, juste en face de la brasserie du même nom. La brasserie existait depuis 1878, chaussée de Wavre.

### Le quartier de la Chasse-Royale
Longtemps avant la naissance de la brasserie, ce quartier portait déjà le nom de Chasse Royale sur des cartes anciennes.
La brasserie acquit une telle renommée que le lieu de sa construction prit lui-même cette appellation. Populairement, le quartier d'Etterbeek devint lui La Chasse (de Jacht). Bien que le pavillon en question relevât probablement du territoire d'Etterbeek, c'est le quartier d'Auderghem qui s'est emparé de la royale appellation, grâce aux activités de sa brasserie. Il s'agit ici d'un bel exemple de changement de dénomination de quartier ou de rue par l'usage.

### La brasserie de la Chasse-Royale
La brasserie a été créée par un homme d'affaires hors du commun, Alfred-Casimir Madoux.
Son fils Charles (1874-1929) reprit la brasserie après sa mort et fut le sixième bourgmestre d'Auderghem.
La Chasse Royale a fourni pendant longtemps du travail à plus de 200 personnes. Elle avait acquis une solide réputation nationale pour ses bières régionales telles le Bock, le Faro, le Lambic ou la Gueuze, et aussi sa pils mais tomba finalement aux mains de Stella Artois (aujourd'hui Inbev).
Les bâtiments ont été démolis depuis et font place à un nouveau quartier avec le Clos Lucien Outers.

### Origine du nom
Elle a repris le nom d'un pavillon de chasse du XVIe siècle qui avait servi de point de ralliement aux gouverneurs généraux de nos régions. En réalité, ce pavillon était situé environ à mi-distance entre cette avenue et l'actuel quartier de la Chasse, à Etterbeek qui se trouvait donc plus près dudit domaine de chasse.

## Situation et accès
| ___ | Ce site est desservi par la station de métro : Hankar. |

## Inventaire régional des biens remarquables
La rue dispose de quelques maisons de charme rehaussées de balconnets en fer forgé. Elles évoquent des dames de haut rang parées d'un bijou coûteux sur la poitrine. Dans trois de ces maisons ont habité des victimes de guerre ayant légué leur nom à une voie publique communale : Louis Marcx habitait au no 35 (guerre 14-18), Gustave Timmermans au no 3 (guerre 40-45) et Théo Vanpé au no 27 (guerre 14-18).